# Glen Penfield
Glen Penfield és un geofísic estatunidenc que junt amb Antonio Camargo, Alan Hildebrand i Florentin Maurasse quan treballaven per la companyia Houston oil services a finals de la dècada de 1970, va trobar el cràter de Chicxulub enterrat a la zona litoral de la Península del Yucatán de Mèxic que semblava haver estat provocat per l'impacte d'un meteorit i que hauria provocat l'extinció dels dinosaures fa 65 milions d'anys. El 1981 Glen Penfield va usar les dades de la companyia petroliera mexicana PEMEX per a descriure el cràter submarí del Yucatán, però el seu informe va passar inadvertit. Molts anys després, Penfield i Hildebrand van publicar un informe científic on proposaven que el cràter de Chicxulub era un candidat formal com a causa l'extinció K-Pg (o sigui, del Cretaci-Paleogen).